# العلاقات الكويتية الفانواتية
العلاقات الكويتية الفانواتية هي العلاقات الثنائية التي تجمع بين الكويت وفانواتو.

## مقارنة بين البلدين
هذه مقارنة عامة ومرجعية للدولتين:
| وجه المقارنة                                              | الكويت        | فانواتو                                  |
| --------------------------------------------------------- | ------------- | ---------------------------------------- |
| المساحة (كم2)                                             | 17.82 ألف     | 12.19 ألف                                |
| عدد السكان (نسمة)                                         | 4.14 مليون    | 276.24 ألف                               |
| الكثافة السكانية (ن./كم²)                                 | 232.32        | 22.66                                    |
| العاصمة                                                   | مدينة الكويت  | بورت فيلا                                |
| اللغة الرسمية                                             | اللغة العربية | اللغة البسلاما، لغة فرنسية، لغة إنجليزية |
| العملة                                                    | دينار كويتي   | فاتو فانواتي                             |
| الناتج المحلي الإجمالي (بليون دولار)                      | 120.13 مليار  | 862.88 مليون                             |
| الناتج المحلي الإجمالي (تعادل القوة الشرائية) بليون دولار | 290.53 مليار  | 790.76 مليون                             |
| الناتج المحلي الإجمالي الاسمي للفرد دولار أمريكي          | 29.30 ألف     | 2.81 ألف                                 |
| الناتج المحلي الإجمالي للفرد دولار أمريكي                 | 73.25 ألف     | 3.03 ألف                                 |
| مؤشر التنمية البشرية                                      | 0.816         | 0.594                                    |
| رمز المكالمات الدولي                                      | +965          | +678                                     |
| رمز الإنترنت                                              | .kw           | .vu                                      |
| المنطقة الزمنية                                           | ت ع م+03:00   | ت ع م+11:00                              |

## منظمات دولية مشتركة
يشترك البلدان في عضوية مجموعة من المنظمات الدولية، منها:
| علم المنظمة | اسم المنظمة                        | تاريخ انضمام الكويت | تاريخ انضمام فانواتو |
| ----------- | ---------------------------------- | ------------------- | -------------------- |
|             | يونسكو                             | 18 نوفمبر 1960      | 10 فبراير 1994       |
|             | مؤسسة التمويل الدولية              | 13 سبتمبر 1962      | 28 سبتمبر 1981       |
|             | منظمة حظر الأسلحة الكيميائية       | ?                   | ?                    |
|             | مؤسسة التنمية الدولية              | 13 سبتمبر 1962      | 28 سبتمبر 1981       |
|             | منظمة التجارة العالمية             | ?                   | ?                    |
|             | وكالة ضمان الاستثمار متعدد الأطراف | 12 أبريل 1988       | 27 يوليو 1988        |
|             | الاتحاد البريدي العالمي            | ?                   | ?                    |
|             | الاتحاد الدولي للاتصالات           | 14 أغسطس 1959       | 30 مارس 1988         |
|             | الأمم المتحدة                      | 14 مايو 1963        | 15 سبتمبر 1981       |
|             | البنك الدولي للإنشاء والتعمير      | 13 سبتمبر 1962      | 28 سبتمبر 1981       |
|             | المنظمة الهيدروغرافية الدولية      | ?                   | ?                    |

## وصلات خارجية
- موقع وزارة الخارجية الكويتية